# Partido Liberal Colombiano
El Partido Liberal Colombiano (PLC) es el partido político más antiguo de Colombia, y el sexto partido político vigente más longevo del mundo. Fue fundado el 16 de julio de 1848 por Ezequiel Rojas en el manifiesto de prensa «La razón de mi Voto», apoyando al candidato presidencial José Hilario López, primer presidente liberal del país, recordado por haber sido el artífice de la abolición de la esclavitud en suelo colombiano.       
Surgió como un partido de tendencia liberal clásica, caracterizado por acoger ideas más progresistas que su contraparte conservadora; a comienzos del siglo XX con Rafael Uribe Uribe sus principios giraron hacia un enfoque social, en términos de igualdad y equidad, encaminado a la defensa de los derechos de los trabajadores y los menos favorecidos, lo que lo llevó posteriormente a reconocerse como socialdemócrata e ingresar a la Internacional Socialista a finales de siglo. Actualmente, se define como una agrupación con matices de izquierda democrática; sin embargo, no ha sido percibido históricamente como un partido de izquierda por sus votantes y los congresistas que los representan, ni por las políticas que estos impulsan. A pesar de que pudiera considerarse de centroizquierda, tiene en su interior posiciones de derecha e izquierda de varias gamas, que no obstante, no representan posturas radicales de un lado o de otro, por lo que puede verse definido como un partido de centro o como un partido atrapatodo, por la dificultad para ubicarlo en el espectro ideológico. Estatutariamente, es un partido socialdemócrata.
El partido ha llegado al poder y mantenido la hegemonía republicana en dos ocasiones, una en el siglo XIX en el llamado Olimpo Radical (también conocido como Primera República Liberal) durante los Estados Unidos de Colombia, y otra en el siglo XX conocido como Segunda República Liberal, en donde se vieron los avances de corte estatal y social más grandes y revolucionarios de la historia del país. Luego de La Violencia y la dictadura militar del general Gustavo Rojas Pinilla, recuperó el poder por un pacto con el Partido Conservador para gobernar conjuntamente durante 16 años en el denominado Frente Nacional. Tras la conclusión del Frente Nacional el partido ganó las elecciones de 1974, 1978, 1986, 1990 y 1994; además, durante la Asamblea Nacional Constituyente de 1991 fue una de las tres principales fuerzas políticas que moldearon la constitución de 1991 junto con el Partido Conservador y la Alianza Democrática M-19. Desde inicios del siglo XXI sus fuerzas políticas han menguado debido al colapso del bipartidismo en 2002.
En los años 90, un sector del partido promovió la apertura económica, abrazando políticas de aperturas de mercados y de defensa nacional basadas en el consenso de Washington, pero también impulsando una agenda de mayor liberalización social. En reacción a este orden de las cosas, el sector más social del partido ha buscado retomar su carácter socioliberal y socialdemócrata, planteando solucionar los inconvenientes sociales mediante la intervención del Estado.
Algunas de las figuras históricas del partido: Ezequiel Rojas, José María Obando, Tomás Cipriano de Mosquera, Eustorgio Salgar,  Aquileo Parra, Manuel Murillo Toro, Benjamín Herrera, Rafael Uribe Uribe, Gabriel Vargas Santos, Alfonso López Pumarejo, Alfonso López Michelsen, Salvador Camacho Roldán, Eduardo Santos, Jorge Eliecer Gaitán, Manuel Antonio Arboleda Arboleda, Margarita Villaquirá, Alberto Lleras Camargo, Darío Echandía, Nicolás Esguerra, Carlos Lleras Restrepo, Virgilio Barco, Carlos Sanz de Santamaría, Luis Carlos Galán Sarmiento y Consuelo Salgar de Montejo. Algunos miembros notables de este partido recientemente han sido: Humberto de La Calle (exjefe del Equipo Negociador del Gobierno con las FARC-EP, quien liderara permanentemente el acuerdo de paz con la antigua guerrilla más grande del mundo), Ernesto Samper (último miembro activo del partido en haber sido presidente) y César Gaviria Trujillo (expresidente de Colombia y actual presidente del partido)
Históricamente, el partido ha sido tradicionalmente fuerte, en la ciudad de Bogotá, en los departamentos de Santander y Norte de Santander, el Tolima, los Llanos orientales y en menor medida Antioquia, el Cauca y partes de la Región Caribe. Actualmente el Partido Liberal es el segundo partido político con más representantes en el Congreso de la República de Colombia.

## Antecedentes
La primera vez que se usó la palabra liberal para calificar a un grupo político en Colombia fue en la Convención de Ocaña, y con este nombre se identificó a los partidarios de Santander que se opusieron a Bolívar en dicha convención. Sin embargo las ideas liberales clásicas habían penetrado desde la adopción de la obra de Jeremy Bentham por la Comisión de Educación creada por Santander como presidente encargado de Colombia en 1822.
Durante la presidencia de Santander, de 1832 a 1837, se formó en torno a él y su gobierno un partido; dicho partido se identificó como Partido Progresista, por considerar como máximo fin el progreso material y social del país a través de las reformas que impulsaban. Sin embargo el partido no supo mantener su unidad, y para 1836 se encontraba dividido y en las elecciones de 1837 se enfrentaron los llamados progresistas demócratas de Obando apoyados por Santander, los progresistas doctrinarios de Azuero y los retrógrados apoyados por progresistas moderados que formaron el Partido Ministerial de Márquez nuevo presidente electo.
Las diferencias entre los progresistas doctrinarios y demócratas eran más de forma que de fondo, diferían en como continuar las reformas del gobierno de Santander y en la profundidad social que éstas debían tener; por eso pronto se unieron para oponerse al gobierno de Márquez que desmontó la obra de gobierno de Santander y proscribió a varios de los jefes destacados del partido progresista, entre ellos a Obando el más carismático y popular de sus jefes.

## Historia

### Fundación
El 16 de julio de 1848, en el periódico El Aviso, Ezequiel Rojas publicó un artículo llamado «La razón de mi voto», en el cual adhiere a la candidatura presidencial del general José Hilario López y expone el ideario del Partido Liberal, dando inicio a la existencia de esta agrupación política.

### División entre Gólgotas y Draconianos
La división del Partido Liberal entre gólgotas y draconianos fue una ruptura ideológica entre los dos bandos de dicho partido político colombiano en sus inicios tras su fundación en 1848. El sector liberal se fragmentó en dos partes: comerciantes a quien llamaban Gólgotas, que estaban de acuerdo con las políticas del librecambio y socialistas, los artesanos Draconianos quienes defendían el proteccionismo.
Ante las demandas de los artesanos, el presidente liberal José Hilario López (1849-1853) aceptó subir moderadamente impuestos de aduana a varios productos. No obstante, los artesanos pidieron además actividades sociales que buscaban la protección de clases trabajadoras, sin embargo el Congreso se opuso a esa demanda y a nuevas alzas de aranceles para productos importados, lo que provocó manifestaciones de protesta de los artesanos. El proyecto liberal, proclamó la supresión de resguardos, ejidos y barreras proteccionistas para dar paso al libre cambio. 
Para las elecciones presidenciales de 1853 se presentaron José María Obando, a nombre de los Draconianos, derrotando al panameño Tomás Herrera, candidato de los Gólgotas. Una nueva constitución fue aprobada ese mismo año, la cual inició un cambio de filosofía gubernamental para el país que reflejaba las ideas liberales tendientes cada vez al federalismo. El 19 de mayo, representantes de quienes buscaban proteger intereses del sector agrario-comercial manifestaron su rechazo definitivo a los artesanos, ante lo cual se consumó la ruptura entre liberales.
Los artesanos eran adversarios indiscutibles de los gólgotas, de quienes se afirmaba buscaban acabar con las asociaciones de los pequeños productores. En la ciudad de Bogotá surgía una lucha de clases que se acentuaba ante las respuestas dadas por miembros del Congreso, lo que llevó a una conducta de corrientes riñas callejeras entre "cachacos", jóvenes gólgotas que se vestían o daban uso de accesorios importados, y jóvenes corrientes "guaches" que se vestían de forma acostumbrada, tal cual, como haciendo uso de la ruana tradicional.

### La Constitución de 1863

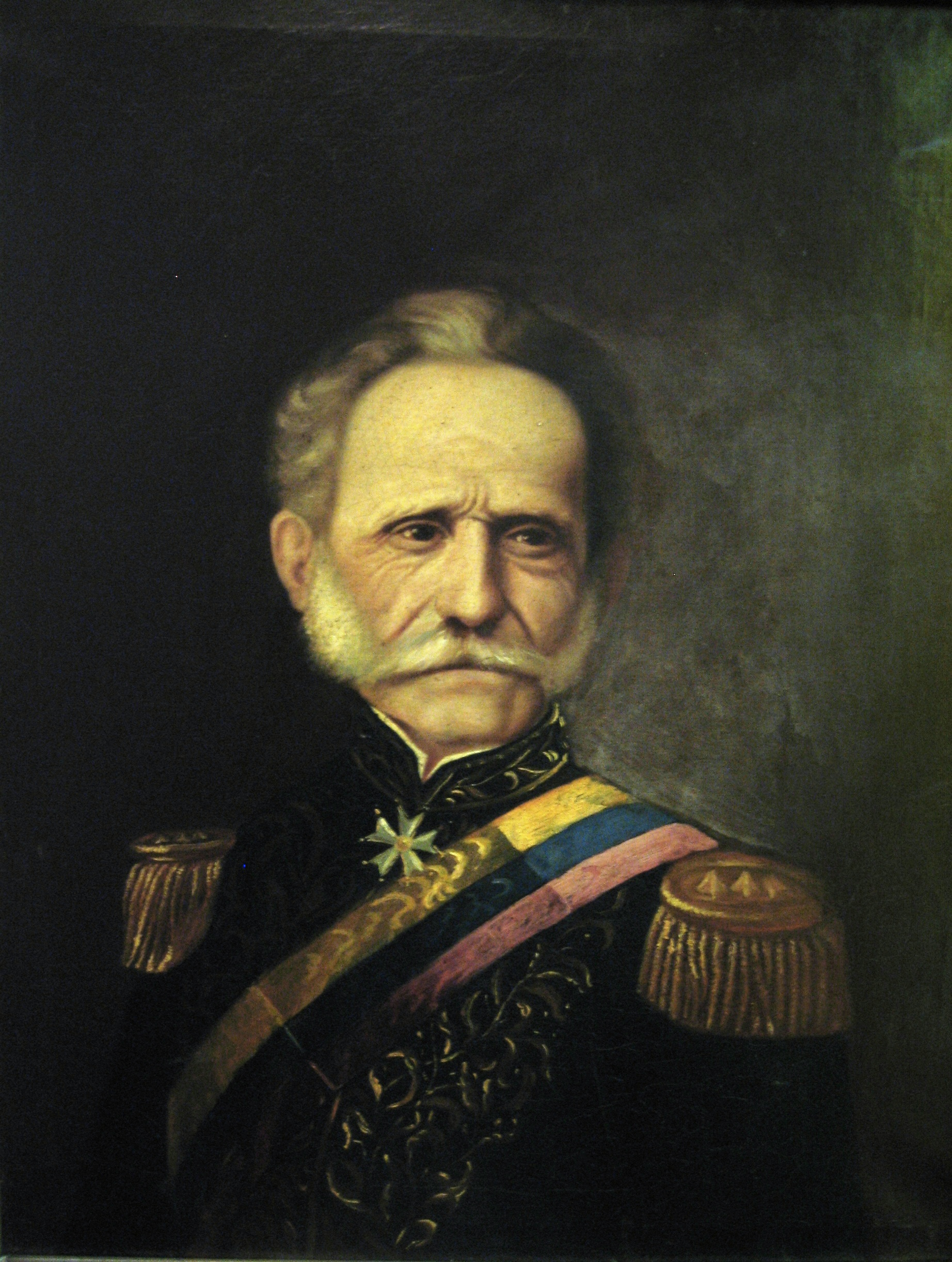
Tomás Cipriano de Mosquera, figura histórica del partido.

Desde 1863 y hasta 1886, el Liberalismo Radical gobernó casi ininterrumpidamente, y sus más destacadas figuras recibieron el nombre de El olimpo radical; cuyos gobiernos se caracterizaron por un laicismo en la administración del Estado, que al ser rechazado por el clero católico originó una política anticlerical, su impulso a la educación laica y racionalista y un federalismo extremo. De esta época se destacan los mandatarios Tomás Cipriano de Mosquera y Manuel Murillo Toro.
La constitución de 1863 tuvo como objetivo llevar al país a un federalismo extremo nunca antes conocido, naciendo así la ‘’Primera República Liberal’’. Consagró la consolidación de los nueve estados soberanos que se forman desde 1855: Antioquia, Bolívar, Boyacá, Cauca, Cundinamarca, Magdalena, Panamá, Santander y Tolima, reunidos bajo el nombre de los Estados Unidos de Colombia, decretando la unidad a perpetuidad de estos estados. El gobierno central solo podía ocuparse entonces de las relaciones exteriores, defender las fronteras y declararle la guerra a los países invasores.
A principios de la década de 1880 el Partido Liberal estaba dividido, en la división los Liberales Independientes junto a los Conservadores consiguieron desbancar a los radicales. En la guerra civil de 1885, el liberalismo radical representaba al federalismo de los Estados Unidos de Colombia mientras que la coalición, comandado por el antiguo militante liberal Rafael Núñez, representaba el centralismo que ganaría finalmente y promulgaría la nueva constitución de 1886; esta coalición terminaría siendo absorbida por el conservatismo a partir de entonces. A partir de este año y luego de ser vencidos otra vez en la guerra de los Mil Días (1899-1902), los liberales mantuvieron importante participación en el congreso pero no elegirían a un nuevo presidente sino hasta 1930.

### Hegemonía Conservadora
Durante los primeros 30 años del siglo XX, el partido liberal, como minoría, estuvo liderado por el intelectual y militar General Rafael Uribe Uribe, asesinado en 1914, y tras este hecho, por el también General Benjamín Herrera, quien conduciría el partido hasta su muerte en 1928; en varias ocasiones el liberalismo participó del gobierno nacional con cuotas minoritarias en el gabinete de ministros.

### Segunda República Liberal
En 1930 y aprovechando la división del conservatismo, el Partido Liberal, ahora bajo la conducción del empresario y periodista Alfonso López Pumarejo recuperó la presidencia en la persona de Enrique Olaya Herrera. Posteriormente bajo los gobiernos del mismo Alfonso López Pumarejo, de Eduardo Santos, nuevamente de López y de Alberto Lleras Camargo, conservó el poder presidencial y las mayorías del congreso por 16 años hasta 1946, esta época recibió el nombre de Segunda República Liberal, y que se caracterizó por el impulso progresista y social de los gobernantes, en especial de López Pumarejo. En este período se adelantó la Reforma Constitucional de 1936, que modificó el Estado Colombiano introduciendo en la Carta Política de 1886 las reformas atinentes a la función social de la propiedad, la protección de los trabajadores, la creación de los sindicatos y la intervención del Estado en la economía.

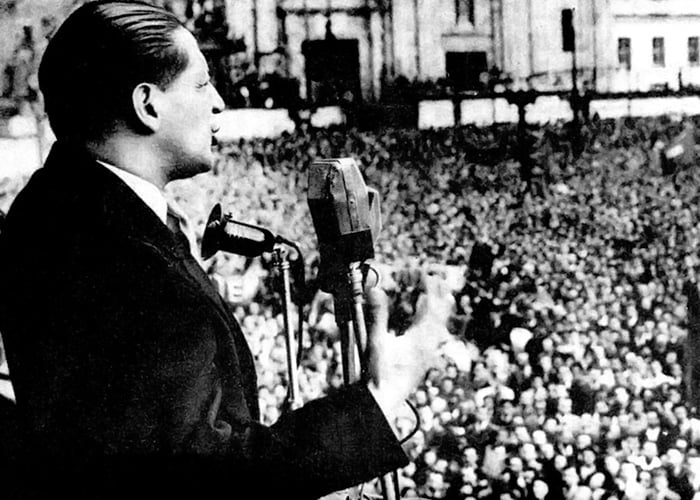
Jorge Eliecer Gaitán en 1948.

En 1946 una división interna entre los seguidores de Jorge Eliécer Gaitán y Gabriel Turbay permitió el triunfo del conservador Mariano Ospina Pérez. El partido conservó las mayorías en el Congreso pero el asesinato de Gaitán el 9 de abril de 1948 y una esgrimida falta de garantías alejó a los liberales de las elecciones de 1949, para las que se había propuesto al expresidente interino Darío Echandía. 

### Frente Nacional
Se presentó una división en el Partido Liberal entre quienes respaldaban y contradecían al General Gustavo Rojas Pinilla en 1953 cuando derrocó a Laureano Gómez; pero rápidamente pasaron a la oposición al advertir los tintes populistas de su gobierno. Es así como en 1957, el partido se une al Partido Conservador en el Frente Nacional con el objetivo de derrocar al presidente Gustavo Rojas Pinilla, evitar las históricas rencillas entre ambos partidos y compartir el poder durante 16 años hasta 1974. 
Al término del Frente Nacional se presentaban al interior del partido tres grandes líderes con aspiraciones presidenciales: el expresidente Carlos Lleras Restrepo y los ex cancilleres Julio César Turbay y Alfonso López Michelsen, que desde entonces representarían las tres corrientes dominantes del partido.

### Época moderna
Desde el fin del Frente Nacional hasta el 2002, el liberalismo se mantuvo como la mayor fuerza en el Congreso, superando al Partido Conservador, y eligió a cinco de los siete presidentes elegidos en Colombia desde entonces: Alfonso López Michelsen, Julio César Turbay, Virgilio Barco, César Gaviria y Ernesto Samper. En las elecciones legislativas de 2010 eligió a 38 de 166 representantes y 17 de 102 senadores.
En 1989 fue asesinado Luis Carlos Galán, candidato a las elecciones presidenciales por el partido, fue elegido César Gaviria como sucesor siendo victorioso en las elecciones de 1990. Gaviria impulsó una serie de medidas neoliberales que llevaron al partido hacia el centro político e incluso la centroderecha en línea con el Consenso de Washington de reducción del Estado y apertura de mercados para propiciar el libre comercio.  Durante esta época se reformó la constitución de 1886 que había sido redactada por los conservadores, sin embargo la constitución de 1991 realizó varias concesiones a grupos conservadores y de izquierda como el M-19. Durante la administración de Gaviria se educó la nueva generación de políticos que conformarían la clase dirigente del partido durante los próximos 30 años: Rafael Pardo, Juan Manuel Santos, Fabio Villegas.
En 1999, y luego de un proceso que inició en 1982 el expresidente Alfonso López Michelsen, el Partido Liberal se unió a la Internacional Socialista, consolidando las tesis socialdemócratas que se venían promulgando desde los tiempos de Rafael Uribe Uribe.

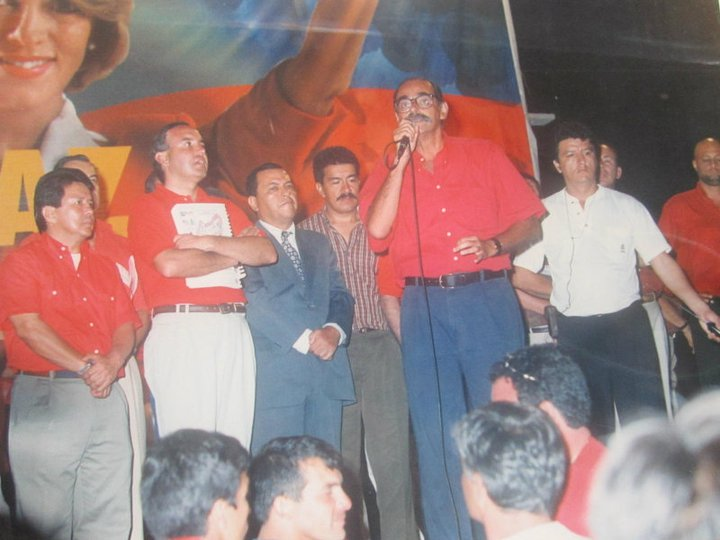
Horacio Serpa y otros líderes del partido en la campaña presidencial de 1998.

Gaviria fue remplazado como presidente por Ernesto Samper, otro liberal quien por ese entonces contaba con el apoyo del futuro presidente y entonces Gobernador de Antioquia Álvaro Uribe, cuya presidencia inauguraría el declive del partido como fuerza política hegemónica en la política colombiana con el escándalo del Proceso 8000 que contaminó el gobierno liberal de Ernesto Samper; esto se ha reflejado en los resultados de las últimas cuatro elecciones presidenciales. Así en los comicios de 1998 Horacio Serpa no logró derrotar al conservador Andrés Pastrana en la segunda vuelta; en las elecciones de 2002 se acentuó el desgaste y el partido obtuvo apenas el 31.8% de los votos. Las elecciones de 2002 fueron ganadas por Álvaro Uribe quien formó una disidencia dentro del partido liberal y se lanzó como independiente abandonando el calificativo de liberal en el proceso y calificándose como independiente. En 2006 la votación del partido se redujo a menos de una tercera parte, viéndose relegado al tercer lugar y ya en las elecciones de 2010 el candidato liberal Rafael Pardo ocupó el sexto lugar con poco más del 4% de la votación.
Durante el gobierno de Álvaro Uribe, pese haber sido un político liberal durante más de dos décadas, el partido se declaró en oposición a dicho gobierno. Esto produjo un gran cisma al interior del partido, que se dividió entre "opositores" y "uribistas". Aun cuando hubo varios intentos de reconciliar las dos vertientes del partido, la mayoría socialdemócrata fue firme en su oposición al uribismo, tachándolo de neoliberal y reaccionario. La mayor parte de los liberales que respaldaron las políticas uribistas, se marginaron del partido y se han agrupado en dos nuevas fuerzas políticas: Cambio Radical y el Partido de la U.
Durante los últimos meses de 2011 las directivas del Partido Liberal realizaron acercamientos con algunos de los exmilitantes liberales que abandonaron el partido a causa de las diferencias en torno a la figura de Álvaro Uribe y que hoy se encuentran en los partidos de la U y Cambio Radical, con el fin de lograr la reunificación liberal; sin embargo el proyecto empezó a frustrarse en diciembre, cuando directivas de Cambio Radical anunciaron que no estaban dispuestas a convertirse en apéndice del Partido Liberal.

## Resultados

### Elecciones presidenciales hasta 1990
| Elección | Candidato                  | Votación  | Porcentaje | Posición   |
| -------- | -------------------------- | --------- | ---------- | ---------- |
| 1837     | Vicente Azuero             | 164       | 10.3       | 3.er lugar |
| 1841     | Vicente Azuero             | 596       | 10.3       | Electo     |
| 1845     | Eusebio Borrero            | 475       | 28.54      | 2.º lugar  |
| 1849     | Jose Hilario Lopez         | 725       | 42.82      | Electo     |
| 1853     | Jose Maria Obando          | 1.548     | 77.09      | Electo     |
| 1857     | Manuel Murillo Toro        | 80.170    | 38.08      | 2.º lugar  |
| 1861     | No hubo candidato          | ---       | ---        | ---        |
| 1864     | Manuel Murillo Toro        | 6         | 66.6       | Electo     |
| 1866     | Tomas Cipriano de Mosquera | 7         | 77.7       | Electo     |
| 1868     | Santos Gutierrez           | 6         | 66.6       | Electo     |
| 1870     | Eustorgio Salgar           | 5         | 55.5       | Electo     |
| 1872     | Manuel Murillo Toro        | 6         | 66.6       | Electo     |
| 1874     | Santiago Pérez Manosalva   | 6         | 66.6       | Electo     |
| 1876     | Aquileo Parra              | 5         | 55.5       | Electo     |
| 1878     | Julian Trujillo Largacha   | 9         | 100.0      | Electo     |
| 1880     | Rafael Nuñez               | 7         | 77.7       | Electo     |
| 1882     | Francisco Javier Zaldúa    | 8         | 88.8       | Electo     |
| 1884     | Rafael Nuñez               | 6         | 66.6       | Electo     |
| 1892     | No hubo candidato          | ---       | ---        | ---        |
| 1898     | Miguel Samper              | 318       | 15.6       | 2.º lugar  |
| 1904     | No hubo candidato          | ---       | ---        | ---        |
| 1910     | No hubo candidato          | ---       | ---        | ---        |
| 1914     | No hubo candidato          | ---       | ---        | ---        |
| 1918     | José María Lombana         | 24.041    | 5.9        | 3.er lugar |
| 1922     | Benjamín Herrera Cortés    | 256.231   | 38.25      | 2.º lugar  |
| 1930     | Enrique Olaya Herrera      | 369.934   | 44.6       | Electo     |
| 1934     | Alfonso López Pumarejo     | 938.808   | 99.64      | Electo     |
| 1938     | Eduardo Santos Montejo     | 511.947   | 99.69      | Electo     |
| 1942     | Alfonso López Pumarejo     | 673.169   | 58.65      | Electo     |
| 1946     | Gabriel Turbay Abunader    | 441.199   | 32.3       | 2.º lugar  |
| 1958     | Alberto Lleras Camargo     | 2.482.948 | 79.8       | Electo     |
| 1962     | Guillermo León Valencia    | 1.633.873 | 62.3       | Electo     |
| 1966     | Carlos Lleras Restrepo     | 1.881.502 | 71.74      | Electo     |
| 1974     | Alfonso López Michelsen    | 2.929.719 | 56.3       | Electo     |
| 1978     | Julio César Turbay Ayala   | 2.503.681 | 49.3       | Electo     |
| 1982     | Alfonso López Michelsen    | 2.797.786 | 40.9       | 2.º lugar  |
| 1986     | Virgilio Barco Vargas      | 4.214.510 | 58.29      | Electo     |
| 1990     | César Gaviria Trujillo     | 2.891.808 | 47.82      | Electo     |

### Elecciones presidenciales desde 1991
| Año  | Candidatos            | Candidatos                      | 1.ª vuelta | 1.ª vuelta | 2.ª vuelta | 2.ª vuelta | Resultado  | Notas                           |
| Año  | Presidente            | Vicepresidente                  | Votos      | %          | Votos      | %          | Resultado  | Notas                           |
| ---- | --------------------- | ------------------------------- | ---------- | ---------- | ---------- | ---------- | ---------- | ------------------------------- |
| 1994 | Ernesto Samper Pizano | Humberto de La Calle            | 2.623.210  | 45.30      | 3,733,366  | 50.57      | Electo     |                                 |
| 1998 | Horacio Serpa Uribe   | María Emma Mejía Vélez          | 3,647,007  | 35.05      | 5,658,518  | 46.53      | 2.º lugar  |                                 |
| 2002 | Horacio Serpa Uribe   | José Gregorio Hernández Galindo | 3,514,779  | 32.68      |            |            | 2.º lugar  |                                 |
| 2006 | Horacio Serpa Uribe   | Iván Marulanda Gómez            | 1,404,235  | 11.83      |            |            | 3.er lugar |                                 |
| 2010 | Rafael Pardo Rueda    | Aníbal Gaviria Correa           | 638,302    | 4.38       |            |            | 6.º lugar  |                                 |
| 2014 | Juan Manuel Santos    | Germán Vargas Lleras            | 3,301,815  | 25.69      | 7,816,987  | 50.98      | Electo     | Parte de la Unidad Nacional     |
| 2018 | Humberto de La Calle  | Clara López Obregón             | 399.180    | 2,06%      |            |            | 5.º Lugar  | Coalición con ASI y Clara López |

### Elecciones legislativas desde 1947
|  | 55.0 % |

|  | 55.0 % |

|  | 53.5 % |

|  | 50.0 % |

|  | 50.0 % |

|  | 50.0 % |

|  | 50.0 % |

|  | 50.0 % |

|  | 50.0 % |

|  | 50.0 % |

|  | 50.0 % |

|  | 58.9 % |

|  | 55.8 % |

|  | 55.2 % |

|  | 55.2 % |

|  | 46.38 % |

|  | 45.93 % |

|  | 49.43 % |

|  | 47.79 % |

|  | 58.62 % |

|  | 59.20 % |

|  | 46.56 % |

|  | 51.56 % |

|  | 54.25 % |

|  | 51.42 % |

|  | 48.47 % |

|  | 50.00 % |

|  | 30.69 % |

|  | 29.09 % |

|  | 15.98 % |

|  | 15.8 % |

|  | 16.2 % |

|  | 23.03 % |

|  | 12.22 % |

|  | 14.13 % |

|  | 12.42 % |

|  | 16.57 % |

|  | 13.39 % |

|  | 14.26 % |

## Directores del Partido
Los más recientes directores del Partido Liberal Colombiano han sido:
| Director | Periodo   |
| --- | --------- |
| Horacio Serpa Uribe | 1997-1999 |
| Dirección Nacional colegiada: - Luis Guillermo Vélez, presidente - María Teresa Uribe Bent, Vicepresidenta - Viviane Morales Hoyos - Piedad Córdoba - Germán Vargas Lleras - Rafael Guzmán Navarro - Juan Manuel López Cabrales - William Darío Sicachá Gutiérrez | 1999-2001 |
| Horacio Serpa Uribe | 2001-2002 |
| Dirección Nacional colegiada: - Rodrigo Rivera Salazar, presidente - José Renán Trujillo García, Vicepresidente - Juan Fernando Cristo - Jaime Alejandro Amín Sca - Griselda Janeth Restrepo - Carolina Gómez Hermida - Jacqueline Suzzette Howard Pardo - Iván Marulanda Gómez - Arleth Casado de López - Lázaro Mejía Arango | 2002-2003 |
| Dirección Nacional colegiada: - Piedad Córdoba, copresidenta, junio-diciembre de 2003 - Juan Manuel López Cabrales, copresidente, junio-diciembre de 2003 - Camilo Sánchez Ortega, presidente, diciembre de 2003- junio de 2004 - José Joaquín Vives Pérez, Presidente junio-diciembre de 2004 - Juan Fernando Cristo, presidente, diciembre de 2004- junio de 2005 - Ramón Ballesteros Prieto - Edith Rosina Camerano Fuentes - Juan Pablo Camacho López - Martha Virginia Diago - Clara Cecilia Mosquera Paz | 2003-2005 |
| César Gaviria | 2005-2007 |
| Director Nacional César Gaviria Dirección Adjunta: - Clara Pinillos - Iván Marulanda - Fabio Amín - Luis Fernando Duque - Luis Fernando Velasco - Jenny Lindo - Constanza García - Yolanda Pinto - Jorge Durán Carrillo - Gilberto González | 2007-2009 |
| Rafael Pardo | 2009-2011 |
| Dirección Nacional colegiada: - Juan Fernando Cristo - Edinson Delgado - Eugenio Prieto - Luis Fernando Velasco - Jaime Durán Barrera - Victoria Vargas Vives - Simón Gaviria - Fabio Raúl Amín - Crisanto Pizo - Adriana Franco - Ivonne González - Andrea Verdugo | 2011      |
| Simón Gaviria | 2011-2014 |
| Dirección Nacional Colegiada: - Viviane Morales - Horacio Serpa - Edinson Delgado - Sofía Gaviria - Rodrigo Villalba Mosquera - Arleth Casado de López - Alejandro Carlos Chacón - Fabio Raúl Amín - Nelftalí Correa Díaz - Oscar Hernán Sánchez - Ángelo Antonio Villamil - Jhon Jairo Roldán | 2014-2017 |
| César Gaviria Trujillo | 2017      |

## Organización del Partido
| Dirección Política y Ejecutiva | Órganos de Control | Lineamiento Político-Ideológico |
| - Asambleas Departamentales Liberales - Direcciones Departamentales - Secretarías Generales - Asambleas Municipales Liberales - Direcciones Municipales - Secretarías Generales - Organizaciones Sectoriales del nivel nacional y territorial - Comisiones de participación | - Tribunal Nacional de Garantías - Tribunales Seccionales de Garantías - Tribunal Nacional Disciplinario - Tribunales Seccionales Disciplinarios - Veeduría y Defensoría Nacional del Afiliado - Veedurías y Defensorías Seccionales del Afiliado - Comisión de Control Programático Nacional - Comisiones de Control Programático Distrital y Departamentales - Revisoría Fiscal - Auditoría Interna | - Consejo Consultivo Nacional - Consejo Programático Nacional - Consejos Programáticos Territoriales - Foro Programático Nacional - Foros Programáticos Territoriales - Instituto del Pensamiento Liberal - IPL - Seccionales del IPL - Institutos y Centros de Estudio Asesores - Congreso Nacional de Juventudes Liberales - Secretario (a) Nacional de Juventudes Liberales - Coodirector Juventudes en la Dirección Nacional Liberal - Parlamento Nacional de Juventudes Liberales - Asambleas Departamentales - Consejos Municipales - Secretarias de Juventudes en todo nivel territorial - Toda representación juvenil en el Partido |

### Congreso Nacional Liberal
Máxima autoridad del Partido, el cual se reúne cada dos años de manera ordinaria. 
Se compone de los sectores político —militantes que ocupan corporaciones públicas y exfuncionarios públicos del orden nacional—, social —organizaciones sociales de base— y abierto —personas naturales—.
Entre sus funciones más importantes están: El definir la línea de acción política del Partido Liberal en el mediano y largo plazo; proclamar el candidato del Partido a la Presidencia de la República; elegir la Dirección Nacional Liberal, el secretario general del Partido, el Tribunal Nacional de Garantías, el Tribunal Nacional Disciplinario y al veedor del Partido y defensor del Afiliado del orden nacional.

### Dirección Nacional Liberal - DNL
Es el segundo órgano en importancia dentro del organigrama liberal, puede ser única o plural y es elegida por dos años.
Se encarga principalmente de conducir la estrategia política de la colectividad y sus relaciones con el Estado y demás partidos políticos. 

### Secretaría General - DNL
Órgano regentado por el secretario general, encargado de cumplir las decisiones del Congreso Nacional y de la Dirección Nacional. Escogido para el mismo periodo de la Dirección Nacional.

## Instituto del Pensamiento Liberal
El Instituto del Pensamiento Liberal o IPL, es el centro de formación ideológica del Partido Liberal Colombiano. Si bien antes existió una fundación de carácter similar, El Instituto se convirtió en el órgano académico del Partido Liberal Colombiano tras la Constituyente Liberal de 2001. Ha sido liderado por muchos académicos y reconocidos liberales entre los que se encuentra María Emma Mejía, Fernando Jordán, David Roll, Jorge Bustamante y Héctor Riveros

## Consejo Programático Nacional
El Consejo Programático Nacional es el órgano colegiado que direcciona la orientación programática del partido; está conformado por delegados de los exministros de Estado, los senadores, los representantes a la Cámara, los sectores sociales (mujeres, jóvenes, minorías étnicas, etc), el Instituto del Pensamiento Liberal, los institutos de estudios afiliados al partido, los diputados departamentales y los concejales municipales; obteniéndose una amplia gama de tendencias que debe condensarse en una declaración programática que es puesta a consideración del Congreso Nacional Liberal.

## Mujeres
Desde la reforma estatutaria de 2002, las mujeres tienen garantizada una representación de mínimo 30% en todas las autoridades colegiadas del Partido. Entre 2002 y 2011 existió la Secretaría Nacional de Participación de Mujeres, y a partir de la reforma estatutaria de 2011 se estructuró la Organización Nacional de Mujeres Liberales, garantizando la existencia de cuerpos colegiados de decisión y orientación de estrategias de participación de la mujer en el ámbito nacional, regional y local.

## Juventudes
Los jóvenes militantes del Partido Liberal se encuentran agrupados en la Organización Nacional de Juventudes Liberales desde la reforma estatutaria de 2002; desde entonces este sector poblacional cuenta con el 10% de la representación en todos los órganos de dirección del Partido.